# Eviota sigillata
Eviota sigillata, tên thông thường là adorned dwarfgoby, là một loài cá biển thuộc chi Eviota trong họ Cá bống trắng. Loài này được mô tả lần đầu tiên vào năm 1983.

## Từ nguyên
Trong tiếng Latinh, từ sigillata trong danh pháp của loài cá này có nghĩa là "được trang trí với những vệt đốm nhỏ", ám chỉ đến những đốm sẫm ở bên dưới lớp da bụng của chúng.

## Phạm vi phân bố và môi trường sống
E. sigillata có phạm vi phân bố khá phổ biến ở Ấn Độ Dương - Thái Bình Dương. Loài cá này được tìm thấy ở ngoài khơi phía bắc Madagascar, xung quanh Sri Lanka và nhiều cụm đảo san hô thuộc Ấn Độ Dương; từ biển Andaman, E. sigillata xuất hiện dọc theo vùng biển bao quanh các nhóm đảo của Indonesia (trừ Borneo và Sulawesi), băng qua một số các đảo thuộc Melanesia và Micronesia đến Wallis và Futuna ở phía đông; phía nam trải dài xuống Tây Úc và rạn san hô Great Barrier; phía bắc giới hạn đến quần đảo Ogasawara ở Nhật Bản.
E. sigillata ưa sống trong vùng đáy cát ở các đầm phá nông, độ sâu khoảng từ 3 đến 20 m.

## Mô tả
Chiều dài cơ thể tối đa được ghi nhận ở E. sigillata là 3 cm. Cơ thể của chúng gần như trong suốt với một đường sọc màu đỏ nhạt ở hai bên lườn; một đường sọc trắng dọc theo sống lưng bị gián đoạn bởi các vạch màu đỏ kéo dài xuống phía bụng; và một dãy các đốm nhỏ màu đỏ dọc theo vùng giữa lưng. Trên vây hậu môn thường có các vạch màu đỏ. Bốn gai vây lưng đầu tiên của cá đực và ba gai đầu tiên của cá cái thường vươn dài thành các sợi vây.
Số gai ở vây lưng: 7; Số tia vây mềm ở vây lưng: 8 - 10; Số gai ở vây hậu môn: 1; Số tia vây mềm ở vây hậu môn: 7 - 8; Số tia vây mềm ở vây ngực: 14 - 19; Số gai ở vây bụng: 1; Số tia vây mềm ở vây bụng: 4.

## Sinh thái học
Các nhà nghiên cứu ở Úc phát hiện ra rằng, E. sigillata chỉ có thể sống được trong khoảng 8 tuần. Với tuổi thọ tối đa được ghi nhận là 59 ngày, E. sigillata trở thành loài động vật có xương sống có tuổi đời ngắn nhất được biết đến.
Cá bột trải qua ba tuần sống ngoài biển khơi, nơi chúng phải tránh né những loài săn mồi. Những con cá may mắn không bị ăn thịt sẽ bơi đến sống trong một rạn san hô và trưởng thành trong vòng hai tuần sau đó. Ba tuần còn lại, cá trưởng thành vội vã thực hiện nhiệm vụ giao phối để duy trì nòi giống.
Mục đích của việc "sống nhanh, chết vội" ở E. sigillata được coi là một phản xạ trước sự săn mồi của những loài cá khác. Tỉ lệ tử vong hằng ngày được ghi nhận ở E. sigillata trung bình là 7,8%.